# Megastigmus amamoori
Megastigmus amamoori är en stekelart som beskrevs av Girault 1925. Megastigmus amamoori ingår i släktet Megastigmus och familjen gallglanssteklar. Inga underarter finns listade i Catalogue of Life.